# Stanisław Głowa
Stanisław Głowa (ur. 15 września 1898 w Igołomi, zm. 20 października 1987) – polski działacz ludowy, autor wspomnień, więzień niemieckich-nazistowskich obozów koncentracyjnych. 

## Życiorys
W latach 1918–1923 uczęszczał do Gimnazjum im. Bartłomieja Nowodworskiego w Krakowie, a następnie studiował na Wydziale Filozoficznym Uniwersytetu Jagiellońskiego, gdzie uzyskał absolutorium. Pracował jako nauczyciel, a następnie pracownik Zarządu Miejskiego w Krakowie do wybuchu wojny dochodząc do stanowiska kierownika referatu Wydziału Opieki Społecznej. Był także aktywnym działaczem PSL. Po wybuchu II wojny światowej, wziął udział w polskiej wojnie obronnej września 1939 jako żołnierz 12. pułku piechoty. Po klęsce wrześniowej powrócił do pracy w opiece społecznej i na wiosnę 1941 organizował kolonie dla dzieci wysiedlonych z Poznania. 19 czerwca 1941 podczas przewozu żywności dla uczestników kolonii został aresztowany za kontakt z działaczem konspiracyjnej organizacji niepodległościowej, a następnie deportowany do niemieckiego obozu koncentracyjnego Auschwitz-Birkenau, gdzie otrzymał nr 20017. W obozie był więźniem funkcyjnym. W Auschwitz przebywał do sierpnia 1944, kiedy to został deportowany do KL Sachsenhausen i tam też doczekał wyzwolenia w dniu 3 maja 1945. Po wojnie jako świadek zeznawał między innymi w pierwszym procesie oświęcimskim oraz procesie komendanta KL Auschwitz Rudolfa Hössa przed Najwyższym Trybunałem Narodowym. Po wojnie był między innymi przewodniczącym zarządu Chemicznej Spółdzielni Inwalidów „Pokój” w Krakowie.
Jego wspomnienia obozowe zostały wydane w 2019 nakładem Wydawnictwa Replika pt. Mrok i mgła nad Auschwitz Wspomnienia więźnia nr 20017.